# Зигерландский диалект
Зигерландский диалект (самоназв. Sejerlännr Pladd, нем. Siegerländer Platt) — городской диалект Зигерланда (старый район Зиген), который также распространён в Альтенкирхене (Вестервальд) и Вестервальдкрайсе. Принадлежит к мозельско-франкской группе средненемецких диалектов.
Зигерландский диалект обнаруживает некоторые лексические сходства с гессенским и зауэрландским диалектами. На севере он ограничен от вестфальского (нижненемецкого) линией Бенрата, на западе проходит граница с рипуарскими диалектами, на востоке — с рейнско-франкскими и гессенскими. Употребление диалекта ограничено обиходно-бытовой речью.
Для диалекта характерны такие фонетические особенности звонкая [r], произнесение [b] вместо [p] (Puppe → Bobbe) и [x] вместо [g] (Berg → Berch), редукция конечного en до e (Schelden → Schelde; особенно в деминутивном суффиксе -chen). Грамматической особенностью диалекта считается вытеснение генетива дативом (частое явление во многих диалектах), am-прогрессив глагола, снеразличение артиклей die и den в de и другие. Лексический строй (несущественно) различается в зависимости от местности.